# カディマ党
カディマ（Kadima、ヘブライ語: קדימה）は、イスラエルの政党。
「カディマ」は「前進」を意味するヘブライ語。

## 概要
アリエル・シャロンによって2005年11月21日に創設された「中道主義」を掲げるシオニスト政党。日本語ではカディマ、カディーマ、カーディーマとも呼称される。シャロンが脳卒中により意識不明となった後はエフード・オルメルト、次いでツィッピー・リヴニが党首を務めた。党名はヘブライ語で前進を意味する。当初は国家責任党（National Responsibility Party）という名称が検討されたが、同名称では省略すればNRPとなることから、国家宗教党（National Religious Party）が激しく反発し、最終的にカディマに落ち着いた。また、「カディマ」の名称に対しても、カディマがヘブライ語で「前進」を意味するところから、ベニート・ムッソリーニがイタリア社会党に所属していた際に同党の機関紙・『アヴァンティ!（イタリア語で前進の意）』の編集長をつとめていた経緯から問題視する声が上がったが、これは大勢にはならなかった。

## 政策
カディマの政策はシャロンによる対パレスチナ政策を受け継いでいた。ガザ地区からは植民者、軍部隊を完全撤退させ、その代わりにヨルダン川西岸の大規模なユダヤ人入植地であるアリエルやマアレ・アドゥミームを維持することを目的としていた。オルメルトは党首時代に、現在西岸で建設が進んでいる防護フェンス（「分離壁」） 内部の大規模入植地を併合、それ以外の小規模入植地を撤退させ、分離壁を国境とすることを主張している。また、治安上の観点からヨルダン渓谷とその周辺の入植地の保持の必要性も訴えていた。
2006年9月4日、オルメルトは国会の外交防衛委員会で、ヨルダン川西岸からの追加撤退を凍結する考えを表明。政権公約は事実上破られたことになり、レバノン侵攻で傷ついた政権への威信にさらに追い打ちをかけることとなった。

## 2006年の総選挙
2006年3月28日に行われたイスラエル議会（クネセト）総選挙では、事前の予想通り他党を抑えて第一党となるものの、最終的には29議席の獲得にとどまる。この数字は1999年の労働党に次ぐ、建国後ワースト2という結果である。
イスラエルがかかわったすべての戦争に従事し、抜群の指導力と政局を読みきる洞察力を兼ね備えたシャロンと異なり、オルメルトの軍歴と指導力に国民が不安感を抱いたものとされた。
同年5月4日、オルメルトを新首相とする連立政権が発足。労働党、年金者党、シャスなどが参加することとなった。

## 2009年の総選挙
イスラエル国会は2006年10月30日、オルメルト首相が率いるカディマと労働党の中道左派連立政権に極右政党「イスラエル我が家」が参加した新内閣を賛成多数で承認した。カディマ（29議席）を中心とする政権は「我が家」（11議席）の参加で5党連立となり、国会定数120のうち78議席を確保した。「我が家」リーバーマン党首は、イランの脅威への対応を担当する新設閣僚を兼任した。
オルメルトは財務相を務めていた2005年、国内2位の「レウミ銀行」民営化の際の政府保有株の売却を巡り、知人2人に入札の便宜を図るなどした疑いが持たれ、2007年1月16日にイスラエル検察当局は警察当局に対してオルメルトに対する捜査に着手するよう指示。オルメルト政権はカツァブ大統領のレイプ疑惑のほか、国税当局の収賄疑惑が発覚するなどスキャンダルが相次ぎ、2006年夏のレバノン侵攻での不手際も重なって支持率が急落した。
オルメルトはレウミ銀行汚職に関し、一貫して不正行為を否定していたが2008年7月30日、党首選終了後に首相を辞任する旨を記者会見で表明。9月18日の党首選でツィッピー・リヴニ外相が僅差で勝利を収めた。9月21日のオルメルト首相辞任を受けてリヴニは新内閣組閣を目指したが、エルサレムの帰属などで宗教政党・シャスが激しく反発。組閣の失敗により国会は自動的に解散された。
2009年2月10日の総選挙では28議席を獲得し、第一党の座をかろうじて維持した。しかし、連立政権交渉は不調に終わり、組閣を要請されたリクードのベンヤミン・ネタニヤフはカディマとの連立交渉を断念、カディマは野に下ることとなった。

## 大連立への参加
2012年3月の党首選でリヴニに代わって元国防相のシャウル・モファズが党首となり、同年5月8日には政権与党リクードとの大連立政権樹立に合意した。これによりモファズが副首相として入閣しネタニヤフ政権の安定度は急上昇したものの、この大連立に関しては「イラン攻撃へ向けた地ならし」と見る向きもある。だが超正統派ユダヤ教徒の兵役免除をめぐる賛否からわずか約2ヶ月後の7月17日にモファズは副首相を辞任、大連立は解消された。

## 2013年の総選挙
大連立の参加と解消をめぐる動きは党内に激しい動揺を生み、先に議員を辞職したリヴニが11月に新党「ハトヌア（ヘブライ語で「運動」の意）」を結成すると党内の反主流派がこれに加わって分裂が決定的となった。加えて超正統派ユダヤ教徒の兵役免除問題から別の新党「イェシュ・アティッド 」にも支持層を食われ、2013年1月22日の総選挙ではわずか2議席しか獲得できず、歴史的大敗を喫した。

## 参加者
カディマにはイスラエルの二大政党であるリクードおよび労働党双方から多くの議員が参加していた。下にあげた肩書きは2006年総選挙前のものである。
リクードより参加
- アリエル・シャロン　首相
- エフード・オルメルト　首相代行　産業貿易労働大臣
- シャウル・モファズ　国防大臣
- ツィッピー・リヴニ　外務大臣　司法大臣
- ツァヒー・ハネグビ　リクード党首代行
- ギデオン・エズラ　国内治安大臣
- アブラハム・ヘルシェンソン　観光大臣
- メイール・シトリト　	運輸大臣
- オムリ・シャロン　アリエル・シャロンの息子

労働党より参加
- シモン・ペレス　元首相
- ハイム・ラモン　前大臣
- デリヤ・イティズク　前大臣

## 党首
- 初代：アリエル・シャロン　2005-2006
- 第2代：エフード・オルメルト 2006-2008
- 第3代：ツィッピー・リヴニ 2008-2012
- 第4代：シャウル・モファズ 2012-

## 選挙結果
| 選挙 | 党首                 | 得票数  | %          | 獲得議席数 | +/- | 地位 |
| ---- | -------------------- | ------- | ---------- | ---------- | --- | ---- |
| 2006 | エフード・オルメルト | 690,901 | 22.02 (#1) | 29 / 120   | 15  | 与党 |
| 2009 | ツィッピー・リヴニ   | 758,032 | 22.47 (#1) | 28 / 120   | 1   | 野党 |
| 2013 | シャウル・モファズ   | 79,081  | 2.09 (#12) | 2 / 120    | 26  | 野党 |